# Astrid Dehe

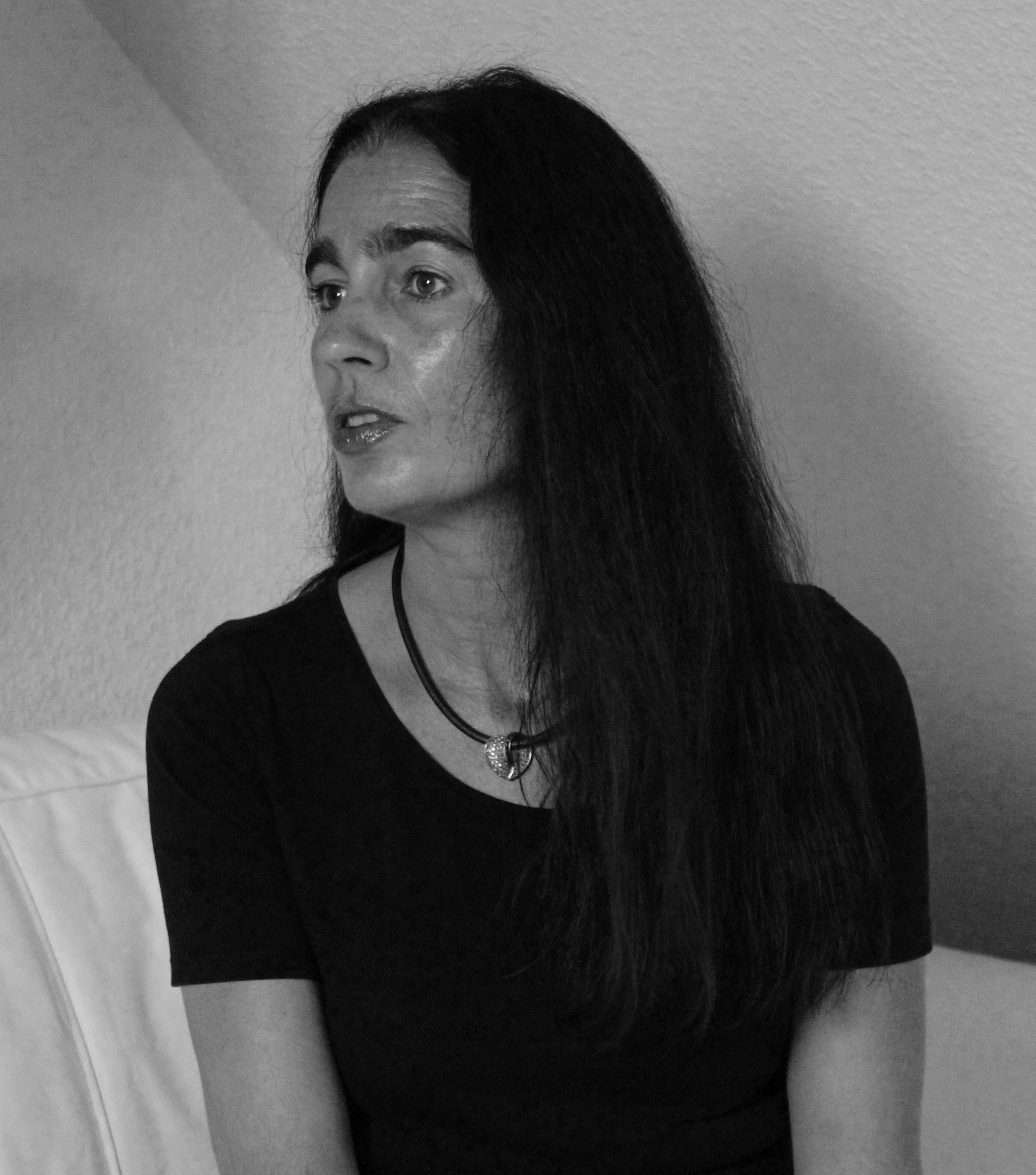
Astrid Dehe, 2012

Astrid Dehe (* 28. Januar 1965 in Jülich) ist eine deutsche Schriftstellerin.

## Leben
Dehe wuchs in Aachen auf. Bereits während ihrer Schulzeit arbeitete sie als freie Journalistin für die Aachener Zeitung und als freie Mitarbeiterin für den Bergmoser + Höller Verlag. Nach dem Abitur am Geschwister-Scholl-Gymnasium Aachen studierte sie an der Westfälischen Wilhelms-Universität Münster Germanistik, Katholische Theologie und Romanistik. Neben dem Studium arbeitete sie u. a. als Übersetzerin für Concilium. Von 1995 bis Sommer 2020 war sie als Lehrerin in Münster tätig. Dehe ist Mitglied des Philologenverbands und des PEN-Zentrums Deutschland.

## Literarisches Schaffen
Seit 2008 bildet Dehe eine literarische Arbeitsgemeinschaft mit Achim Engstler, die mit der gemeinsamen Leidenschaft für Franz Kafka begann. Dehe und Engstler haben bislang zwei Essaybände über Kafka und vier belletristische Werke publiziert, darunter die Novelle Auflaufend Wasser, die das Schicksal des Baltrumer Matrosen Tjark Evers erzählt, und den Roman Nagars Nacht, in dessen Zentrum Shalom Nagar steht, der Gefängniswärter, der gegen seinen Willen per Losentscheidung zum Henker Adolf Eichmanns bestimmt wurde. In ihrem Roman Unter Schwalbenzinnen. Florenz, Frühling 1442 erfinden Dehe und Engstler die Entstehungsgeschichte des legendären Voynich-Manuskripts, in ihrer Photopoesie Der flüchtige Ruhm des Herrn Neubronner betrachten sie mit dem Apotheker und Tüftler Julius Neubronner die Welt aus der Taubenperspektive. Obwohl Dehes und Engstlers belletristische Werke ausnahmslos historische Themen haben und auf sorgfältigen Recherchen beruhen, wären sie als historische Literatur missverstanden. Sie versuchen vielmehr, vergangenen Ereignissen und Schicksalen mit den Mitteln literarischer Fiktion aktuellen Sinn zu verleihen.

## Werke
- mit Achim Engstler: Kafkas komische Seiten. Essays. Steidl, Göttingen 2011, ISBN 978-3-86930-362-8
- mit Achim Engstler: Auflaufend Wasser. Novelle. Steidl, Göttingen 2013. Büchergilde Gutenberg, Frankfurt a. M. 2014. dtv, München 2015. Berg & Feierabend, Berlin 2022, ISBN 978-3-86930-606-3
- mit Achim Engstler: Nagars Nacht. Roman. Steidl, Göttingen 2014, ISBN 978-3-86930-829-6
  - englische Übersetzung: Eichmann’s Executioner. A Novel. Transl. Helen MacCormac and Alyson Coombes. The New Press, New York 2017, ISBN 978-1620973011
- mit Achim Engstler: Unter Schwalbenzinnen. Florenz, Frühling 1442. Roman. Steidl, Göttingen 2015, ISBN 978-3-95829-046-4
- mit Achim Engstler: Kafkas dunkle Augen. Essays. Bernstein, Bonn 2015, ISBN 978-3939431961
- mit Achim Engstler: Der flüchtige Ruhm des Herrn Neubronner. dtv, München 2017, ISBN 978-3423281157
- Dornröschen integriert. In RHEIN! Zeitschrift für Worte, Bilder, Klang, Nr. 16, Mai 2017.[1]
- Veredlung. In RHEIN! Zeitschrift für Worte, Bilder, Klang, Nr. 16, Mai 2017.[1]
- mit Achim Engstler: Mein Leben ist eine brutale Anekdote. In poetin nr. 24 (2018), S. 40–49.[2]
- Jona. In RHEIN! Zeitschrift für Worte, Bilder, Klang, Nr. 18, Juni 2018.[3]
- Deine Nocturnes, o Chopin. In RHEIN! Zeitschrift für Worte, Bilder, Klang, Nr. 18, Juni 2018.
- Echo Girl. In RHEIN! Zeitschrift für Worte, Bilder, Klang, Nr. 19, Juni 2019.[4]
- Heinrich Zschokke. Der sanfte Revolutionär war auch ein früher Grüner. In: NZZ, 24. März 2021.[5]
- Die Gottbegnadeten. Kulturschaffende aus Magdeburg während der Naziherrschaft und danach. In: Volksstimme, 19. Februar 2022.
- Elternschaden. In: Die sentimentale Eiche. Das literarische Blatt aus Westfalen, Nr. 4, Oktober 2022, S. 10–11.
- Kleine Geschichte, große Geschichte. In: Vom Frieden. Texte westfälischer Autoren. Elsinor, Coesfeld 2023, S. 21–25, ISBN 978-3-939483-72-4
- Das Bindestrich-Bundesland. Unsentimentale Prosa einer Aachener Printe. In: Die sentimentale Eiche, Nr. 5, Mai 2023.
- „Immer wissen, daß man zu danken hat“. Kinder in Kafkas Kosmos. St. Michaelsbund 2024, ISBN 978-3-96411-011-4

## Auszeichnungen
- 2013 wählte die Ostfriesische Landschaft Astrid Dehes und Achim Engstlers Novelle Auflaufend Wasser zum Buch des Monats[6]
- 2016 und 2018 Einladung zur Autorenwerkstatt der Konrad-Adenauer-Stiftung in Cadenabbia
- 2017/18 Werkstipendium des Deutschen Literaturfonds (gemeinsam mit Achim Engstler)
- 2023/24 Werkstipendium des Deutschen Literaturfonds